# Aya Miyama
Aya Miyama (en japonés: 宮間 あや) (Ōamishirasato, Chiba, Japón, 28 de enero de 1985) es una exfutbolista japonesa, se desempeñaba como centrocampista y su último club fue el Okayama Yunogo Belle.

## Clubes
| Club                  | País           | Año         |
| --------------------- | -------------- | ----------- |
| NTV Beleza            | Japón          | 1999 - 2000 |
| Okayama Yunogo Belle  | Japón          | 2001 - 2008 |
| Los Angeles Sol       | Estados Unidos | 2009        |
| Okayama Yunogo Belle  | Japón          | 2009        |
| Saint Louis Athletica | Estados Unidos | 2010        |
| Atlanta Beat          | Estados Unidos | 2010        |
| Okayama Yunogo Belle  | Japón          | 2010 - 2016 |

## Estadísticas

### Selección nacional
| Equipo | Año   | PJ  | G  |
| ------ | ----- | --- | -- |
| Japón  | 2003  | 6   | 2  |
| Japón  | 2004  | 1   | 2  |
| Japón  | 2005  | 9   | 2  |
| Japón  | 2006  | 17  | 3  |
| Japón  | 2007  | 17  | 6  |
| Japón  | 2008  | 18  | 4  |
| Japón  | 2009  | 1   | 1  |
| Japón  | 2010  | 17  | 2  |
| Japón  | 2011  | 18  | 4  |
| Japón  | 2012  | 16  | 3  |
| Japón  | 2013  | 7   | 1  |
| Total  | Total | 127 | 30 |

### Goles como internacional Competición
| #  | Fecha                    | Lugar                                               | Oponente        | Tanto | Resultado | Competición                                         |
| -- | ------------------------ | --------------------------------------------------- | --------------- | ----- | --------- | --------------------------------------------------- |
| 1  | 9 de junio de 2003       | Estadio Rajamangala, Bangkok, Tailandia             | Filipinas       | 13-0  | 15-0      | Campeonato femenino de la AFC de 2003               |
| 2  | 22 de julio de 2003      | Estadio Sendai, Sendai, Japón                       | Corea del Sur   | 4-0   | 5-0       | Amistoso                                            |
| 3  | 18 de diciembre de 2004  | Estadio Nishigaoka, Tokio, Japón                    | China Taipéi    | 2-0   | 11-0      | Amistoso                                            |
| 4  | 18 de diciembre de 2004  | Estadio Nishigaoka, Tokio, Japón                    | China Taipéi    | 4-0   | 11-0      | Amistoso                                            |
| 5  | 29 de marzo de 2005      | Miranda, Australia                                  | Australia       | 1-2   | 1-2       | Amistoso                                            |
| 6  | 21 de mayo de 2005       | Estadio Nishigaoka, Tokio, Japón                    | Nueva Zelanda   | 5-0   | 6-0       | Amistoso                                            |
| 7  | 23 de julio de 2006      | Estadio Hindmarsh, Adelaida, Australia              | China           | 1-0   | 1-0       | Copa Asiática femenino de la AFC de 2006            |
| 8  | 23 de noviembre de 2006  | Wildparkstadion, Karlsruhe, Alemania                | Alemania        | 2-6   | 3-6       | Amistoso                                            |
| 9  | 30 de noviembre de 2006  | Estadio Grand Hamad, Doha, Catar                    | Jordania        | 2-0   | 13-0      | Juegos Asiáticos de 2006                            |
| 10 | 12 de febrero de 2007    | GSZ Stadium, Lárnaca, Chipre                        | Suecia          | 1-1   | 2-2       | Amistoso                                            |
| 11 | 10 de marzo de 2007      | Estadio Olímpico, Tokio, Japón                      | México          | 2-0   | 2-0       | Amistoso                                            |
| 12 | 12 de junio de 2007      | Estadio Bucheon, Bucheon, Corea del Sur             | Corea del Sur   | 2-1   | 2-2       | Torneo Preolímpico Femenino de la AFC 2008          |
| 13 | 4 de agosto de 2007      | Estadio Lạch Tray, Hải Phòng, Vietnam               | Vietnam         | 4-0   | 8-0       | Torneo Preolímpico Femenino de la AFC 2008          |
| 14 | 11 de septiembre de 2007 | Estadio Hongkou, Shanghái, China                    | Inglaterra      | 1-0   | 2-2       | Copa Mundial Femenina de Fútbol de 2007             |
| 15 | 11 de septiembre de 2007 | Estadio Hongkou, Shanghái, China                    | Inglaterra      | 2-2   | 2-2       | Copa Mundial Femenina de Fútbol de 2007             |
| 16 | 18 de febrero de 2008    | Estadio Yongchuan, Chongqing, China                 | Corea del Norte | 2-2   | 3-2       | Campeonato Femenino de Fútbol del Este de Asia 2008 |
| 17 | 2 de junio de 2008       | Estadio Thong Nhat, Ciudad Ho Chi Minh, Vietnam     | Australia       | 3-0   | 3-1       | Copa Asiática femenino de la AFC de 2008            |
| 18 | 8 de junio de 2008       | Estadio Thong Nhat, Ciudad Ho Chi Minh, Vietnam     | Australia       | 2-0   | 3-0       | Copa Asiática femenino de la AFC de 2008            |
| 19 | 6 de agosto de 2008      | Estadio Olímpico de Qinhuangdao, Qinhuangdao, China | Nueva Zelanda   | 1-2   | 2-2       | Juegos Olímpicos de Pekín 2008                      |
| 20 | 14 de noviembre de 2009  | Estadio Komaba, Saitama, Japón                      | Nueva Zelanda   | 1-0   | 2-1       | Amistoso                                            |
| 21 | 6 de febrero de 2010     | Tokyo Stadium, Chōfu, Japón                         | China           | 1-0   | 2-0       | Campeonato Femenino de Fútbol del Este de Asia 2010 |
| 22 | 20 de mayo de 2010       | Chengdu Sports Centre, Chengdu, China               | Myanmar         | 5-0   | 8-0       | Copa Asiática femenino de la AFC de 2010            |
| 23 | 2 de marzo de 2011       | Vila Real de Santo António, Portugal                | Estados Unidos  | 1-2   | 1-2       | Copa Algarve de 2011                                |
| 24 | 18 de junio de 2011      | Estadio Prefectura de Ehime, Matsuyama, Japón       | Corea del Sur   | 1-0   | 1-1       | Amistoso                                            |
| 25 | 27 de junio de 2011      | Rewirpowerstadion, Bochum, Alemania                 | Nueva Zelanda   | 2-1   | 2-1       | Copa Mundial Femenina de Fútbol de 2011             |
| 26 | 17 de julio de 2011      | Commerzbank-Arena, Fráncfort, Alemania              | Estados Unidos  | 1-1   | 2-2       | Copa Mundial Femenina de Fútbol de 2011             |
| 27 | 5 de abril de 2012       | Estadio de las Alas de Kobe, Kōbe, Japón            | Brasil          | 3-1   | 4-1       | Amistoso                                            |
| 28 | 11 de julio de 2012      | Estadio Olímpico, Tokio, Japón                      | Australia       | 1-0   | 3-0       | Amistoso                                            |
| 29 | 25 de julio de 2012      | Ricoh Arena, Coventry, Reino Unido                  | Canadá          | 2-0   | 2-1       | Juegos Olímpicos de Londres 2012                    |
| 30 | 26 de septiembre de 2013 | Fukuda Denshi Arena, Chiba, Japón                   | Nigeria         | 1-0   | 2-0       | Amistoso                                            |

## Palmarés

### Internacionales
| Título                           | Selección       | País     | Año  |
| -------------------------------- | --------------- | -------- | ---- |
| Campeonato femenino de Este Asia | Selección Japón | China    | 2008 |
| Campeonato femenino de Este Asia | Selección Japón | Japón    | 2010 |
| Copa Mundial Femenina de Fútbol  | Selección Japón | Alemania | 2011 |

### Individuales
| Distinción                 | Año  |
| -------------------------- | ---- |
| Futbolista del año en Asia | 2011 |
| Futbolista del año en Asia | 2012 |